# Lysiphyllum gilvum
Lysiphyllum gilvum är en ärtväxtart som först beskrevs av Jacob Whitman Bailey, och fick sitt nu gällande namn av Leslie Pedley. Lysiphyllum gilvum ingår i släktet Lysiphyllum och familjen ärtväxter. Inga underarter finns listade i Catalogue of Life.

## Bildgalleri

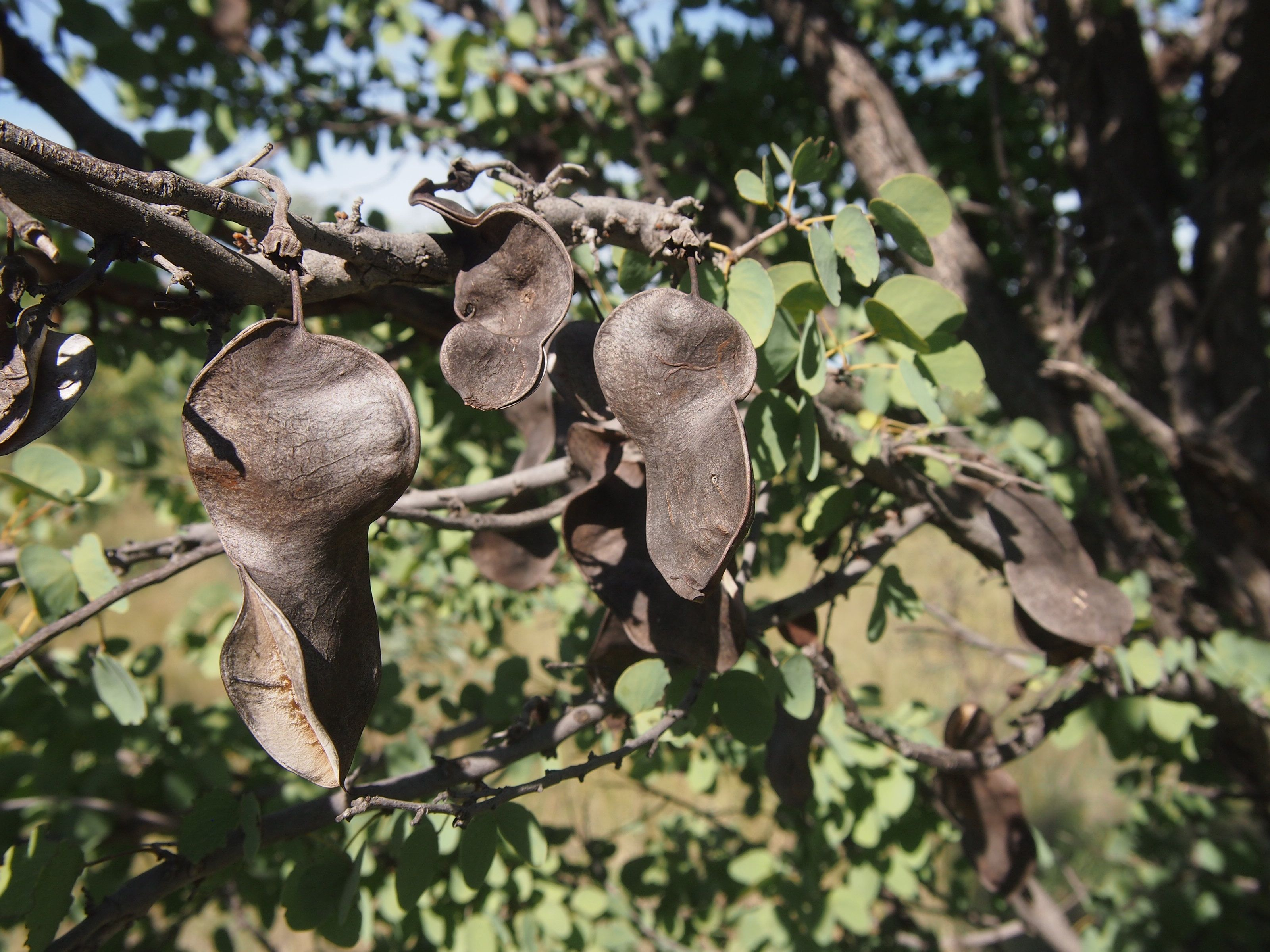
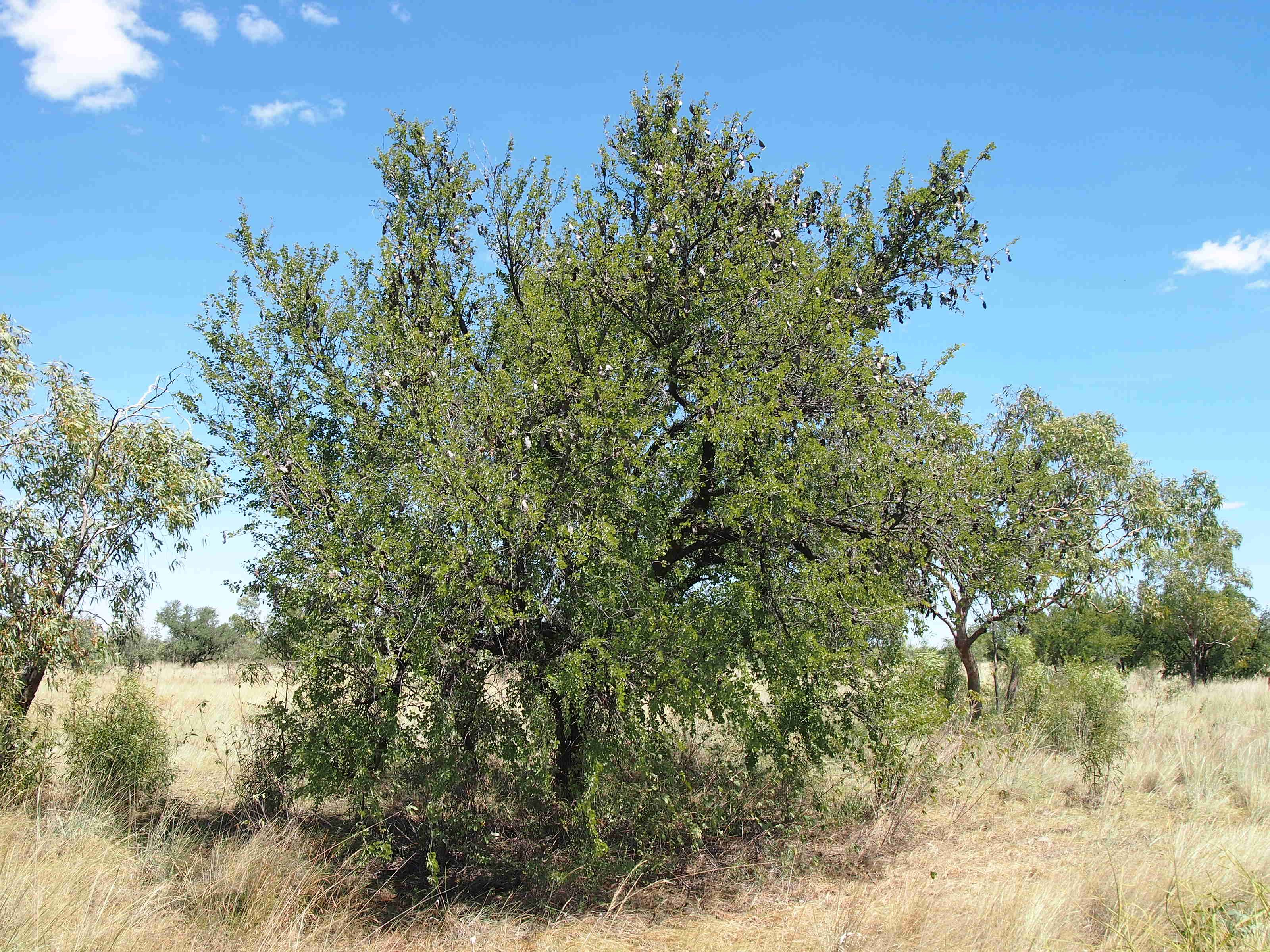
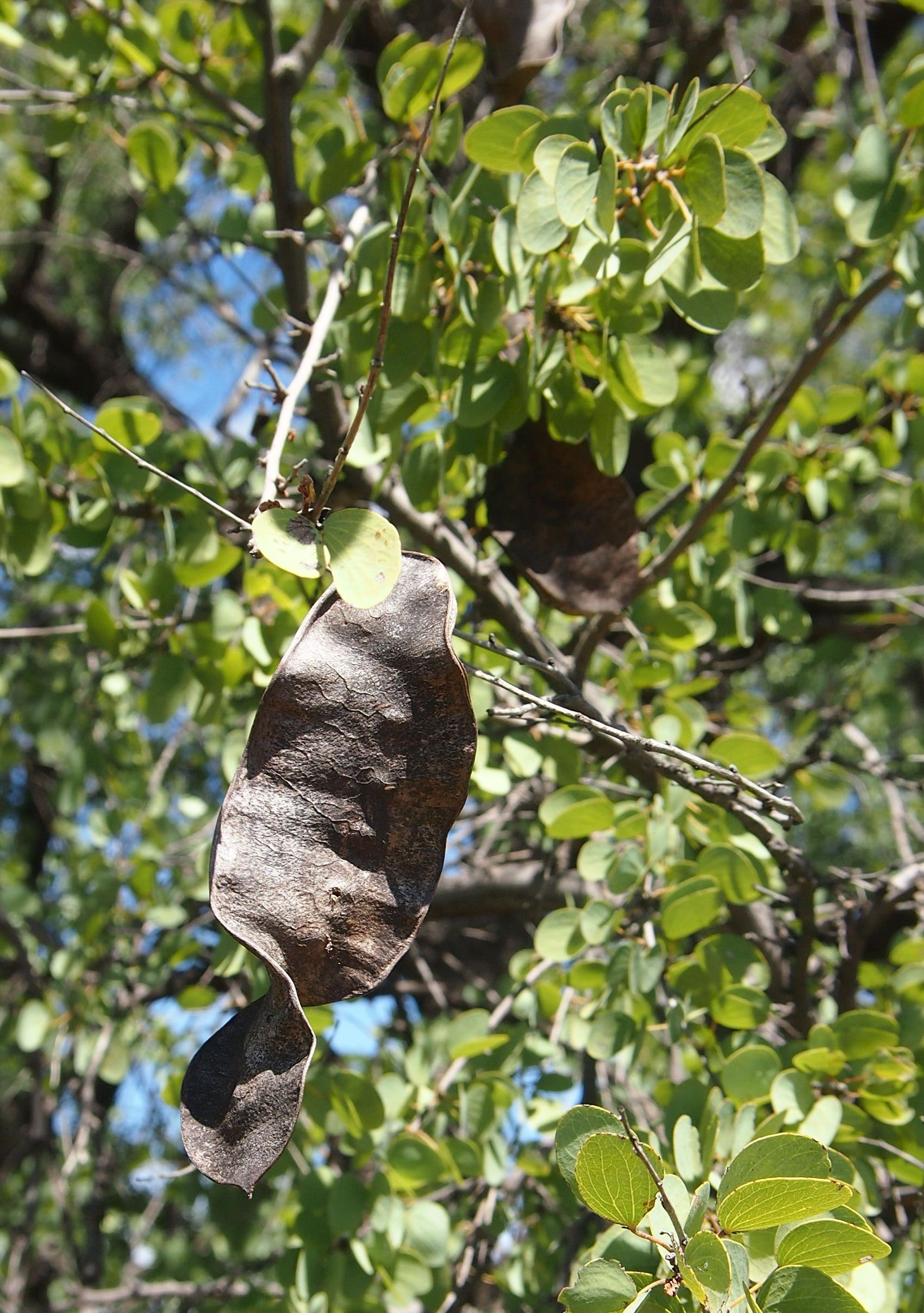
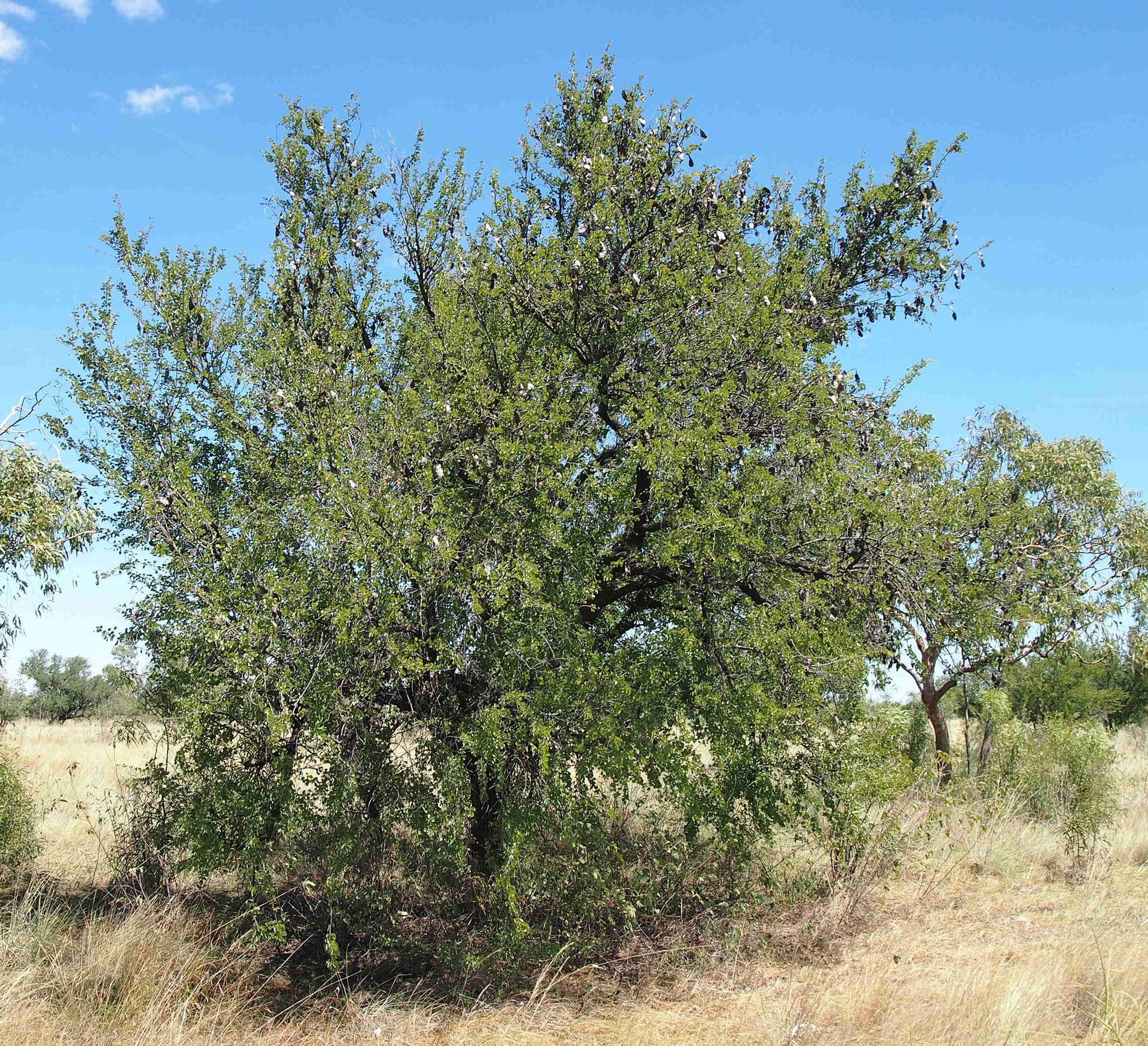